# The Carmichael Show
The Carmichael Show is een Amerikaanse sitcom die van 2015 tot 2017 uitgezonden werd door de Amerikaanse zender NBC. De komische serie werd bedacht door Jerrod Carmichael, die tevens de hoofdrol vertolkt. 

## Achtergrond
Komiek Jerrod Carmichael brak in 2013 door met rollen in Bad Neighbours en The Goodwin Games. In november 2014 kreeg hij van NBC de kans om zijn eigen sitcom te ontwikkelen, die hij baseerde op zijn eigen familie. De reeks speelt zich af in Charlotte (North Carolina). Carmichael zelf is ook van North Carolina afkomstig.
In december 2014 werden Loretta Devine en Amber Stevens West gecast als respectievelijk de moeder en vriendin van Carmichael. Een maand later werden David Alan Grier en Lil Rel Howery gecast als zijn vader en broer.
In december 2014 luidde de titel van het tv-project Go Jerrod, Go. Toen NBC in maart 2015 het licht op groen zette voor de sitcom werd de titel veranderd in The Carmichael Show. Op 26 augustus 2015 werd de eerste aflevering uitgezonden. Na drie seizoenen werd de reeks stopgezet door NBC.

## Rolverdeling
| Acteur             | Personage                    |
| ------------------ | ---------------------------- |
| Jerrod Carmichael  | Jerrod Carmichael            |
| Amber Stevens West | Samantha LaForche            |
| Lil Rel Howery     | Robert "Bobby" Carmichael    |
| Tiffany Haddish    | Nekeisha Williams-Carmichael |
| Loretta Devine     | Cynthia Carmichael           |
| David Alan Grier   | Joe Carmichael               |

## Ontvangst
Volgens de website Metacritic kreeg het eerste seizoen een score van 64/100, gebaseerd op 15 recensies. De serie wordt hoofdzakelijk geprezen om haar originaliteit. Het tweede seizoen ontving positievere recensies en een score van 80/100 op Metacritic.